# Mangelfach-Erlass
Mangelfach-Erlass ist die umgangssprachliche Bezeichnung für einen Erlass des Schulministeriums von Nordrhein-Westfalen, der es Lehrern mit Lehrbefähigung für dringend benötigte Fächer von 2000 bis 2006 ermöglichte, noch bis zum Alter von 45 Jahren verbeamtet zu werden. Im Gegensatz zu praktisch allen anderen deutschen Bundesländern liegt die laufbahnrechtliche Höchstaltersgrenze für die Verbeamtung in Nordrhein-Westfalen sonst bei nur 35 Jahren.
Der Erlass war zuletzt am 15. Juni 2006 noch einmal bekräftigt und seine Geltung bis zum 31. Juli 2007 verlängert worden. Am 23. Juni 2006 jedoch setzte das Ministerium für Schule und Weiterbildung von NRW ihn mit einem neuerlichen Erlass neun Monate früher außer Kraft: Er sollte letztmals für die im Ausschreibungsverfahren (AV) und Listenverfahren zum Schuljahresbeginn 2006/07 ausgewählten Lehrkräfte Anwendung finden. Auf seiner Webseite warb das Ministerium allerdings noch bis zum 23. September mit der längeren Höchstaltersgrenze.

## Ursprünglicher Erlass und Verlängerungen
Per Runderlass vom 22. Dezember 2000 - 121 - 22/03 Nr. 1050/00 ließ das damalige Ministerium für Schule, Jugend und Kinder des Landes Nordrhein-Westfalen eine allgemeine Ausnahme von der laufbahnrechtlichen Höchstaltersgrenze zu. In ihren Genuss kamen Lehrer mit einer Lehrbefähigung für die Fächer Chemie, Physik, Englisch, Sozialwissenschaften, Hauswirtschaftslehre, Technik, Informatik, evangelische Religionslehre, Kunst, Musik, Mathematik, Latein und Sport.
Dieser Erlass wurde in Folge-Erlässen mehrfach verlängert: am 23. April 2001 (Aktenzeichen 121-24/03 Nr. 297/01), am 16. November 2004 und letztmals am 15. Juni 2006 (Aktenzeichen jeweils 211-1.12.03.03-973).

## Rücknahme und Ausblick
Der Erlass wurde durch das MSW nach eigener Auskunft aus Kostengründen mit dem Folgeerlass vom 23. Juni 2006 bereits zum Abschluss des Einstellungsverfahrens 2006/07 aufgehoben.
In der Antwort auf eine mündliche Anfrage der SPD-Faktion in der Plenarsitzung vom 13. September 2006 gab Ministerin Barbara Sommer bekannt, dass die Fächer Sozialwissenschaften, Technik, evangelische Religionslehre, Bautechnik, Textil- und Bekleidungstechnik keine Mangelfächer mehr seien. 
Als Mangelfächer gelten derzeit in NRW die Fächer Englisch, Hauswirtschaftslehre, Informatik, Kunst, Mathematik, Physik und Sport (Sekundarstufe I), Informatik, Kunst, Mathematik und Latein (Sekundarstufe II) beziehungsweise Maschinentechnik, Elektrotechnik, Ernährungslehre und Hauswirtschaftslehre sowie Sozialpädagogik (beruflicher Bereich).
Die Landtagsfraktion der SPD beantragte am 7. November 2006 vergeblich, den aufgehobenen Mangelfach-Erlass erneut in Kraft zu setzen, um die Abwanderung älterer Bewerber in andere Bundesländer zu verhindern.
Vor den Sommerferien 2009 jedoch erhöhte die Landesregierung von Nordrhein-Westfalen die laufbahnrechtliche Höchstaltersgrenze auf jetzt 40 Jahre.